# A Band Apart
La A Band Apart è stata una compagnia di produzione cinematografica statunitense, creata da un gruppo di famosi e acclamati registi. Il nome deriva da una storpiatura di Bande à part, un classico della Nouvelle Vague del regista Jean-Luc Godard, il cui lavoro ha influenzato molti dei membri della compagnia. Il logo della compagnia è un'immagine stilizzata dei rapinatori di Le iene, il film d'esordio del regista Quentin Tarantino, uno dei membri più famosi. Oltre a Quentin Tarantino si ricordano tra i membri - Robert Rodriguez, John Woo, Tim Burton, Steve Buscemi e John Landis. Il produttore Lawrence Bender fu uno dei co-fondatori della compagnia e detiene dal 2007 i diritti di essa.

## Storia
Gli "A Band Apart Commercials" vennero stabiliti da Quentin Tarantino, Lawrence Bender e Michael Bodnarchek nel 1995. Nel 1997, Bodnarchek venne avvicinato da Simon Foster e Kristin Toledo per creare una compagnia separata che volevano chiamare "A Band Apart Music Video", il cui scopo era realizzare la pubblicità di Will Hunting - Genio ribelle di Gus Van Sant e Jackie Brown di Quentin Tarantino. Bodnarchek accettò e Foster e Toledo misero in atto una delle strategie di mercato di successo più note nella storia della compagnia.
Bodnarchek diede a Foster e Toledo carta bianca e chiese loro di selezionare una rosa di nomi di registi importanti che avrebbero rappresentato il vanto della compagnia. Tra questi, Lauren Hill, Gus Van Sant, Wayne Isham, Steve Carr, Phil Harder, Dean Karr, Clarke Eddy, McG, Nigel Dick, Darren Grant e Terry Windell. Foster assunse Heidi Santelli come capo della produzione, che spronò tanti registi - tra cui Steve Carr (oggi un regista di successo, che annovera tra i tanti titoli Next Friday, Il dottor Doolittle 2 e la produzione di Mama's Boy). Carr era alla fine della rosa di nomi, ma fu un caso eccezionale che Foster e Toledo lo presero tra i tanti registi disposti quell'anno. A quel tempo Bodnarchek avvisò Foster di non contattare l'ex regista Wayne Isham a causa del suo abuso di sostanze stupefacenti. Foster non aderì e tramite un amico, (Bill Yukich) contattò Isham.
A Band Apart chiuse nel giugno del 2006. La maggior parte dei fondatori di "A Band Apart" hanno trovato nuove radici nel gruppo Holmes Defender of the Faith, che si occupa principalmente di video musicali e spot televisivi. I membri fondatori di "A Band Apart" che hanno preso parte a questo nuovo gruppo sono Darren Aronofsky, Shane Black, Steve Buscemi, Andy Dick, Brendan Donovan, John Landis, Marcel Langenegger, Jennifer Little e McG.

## Film prodotti
- Le iene (1992)
- Pulp Fiction (1994)
- Four Rooms (1995)
- Il rovescio della medaglia (1995)
- The Whiskey Heir (1995)
- Dal tramonto all'alba (1996)
- Curdled - Una commedia pulp (1996)
- Jackie Brown (1997)
- Cunning Stunts (1998)
- Dal tramonto all'alba 2 - Texas, sangue e denaro (1999)
- Dal tramonto all'alba 3 - La figlia del boia (2000)
- When Incubus Attacks (2002)
- Lost in Oz (2002)
- Crime Party (2002)
- Kill Bill: Volume 1 (2003)
- Kill Bill: Volume 2 (2004)
- I figli della guerra (2004)
- Build Or Bust - serie televisiva (2005)
- Grindhouse - A prova di morte (2007)
- Grindhouse - Planet Terror (2007)
- Bastardi senza gloria (2009)